# Hendrik I van Merode

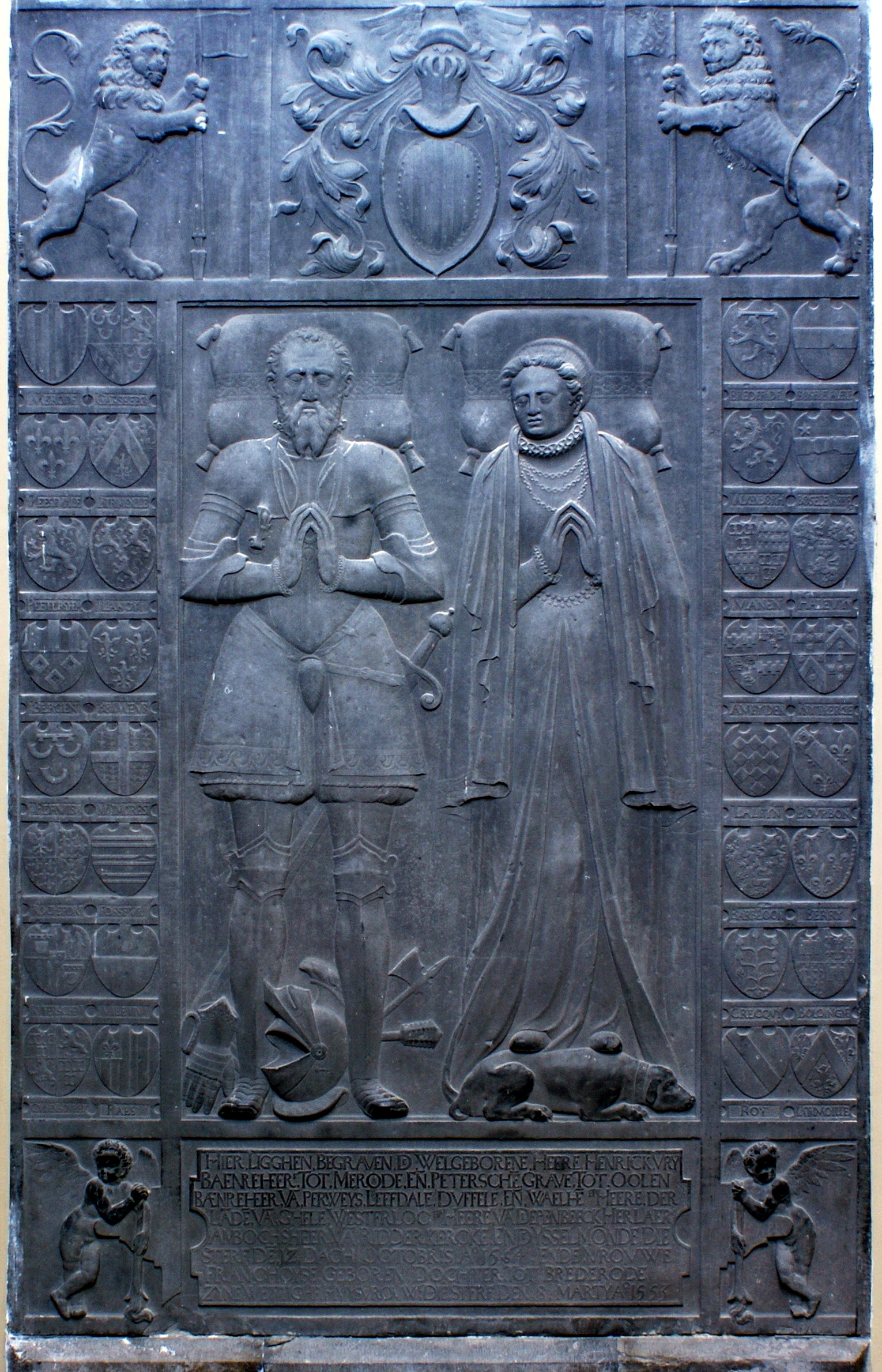
Grafsteen van Hendrik van Merode en Francisca van Brederode in de Sint-Ursulakerk in Lanaken

Hendrik I van Merode-Petersheim (1505 - 1564) was een edelman. Hij was de zoon van Richard IV van Merode en Margaretha van Horne. Hij was graaf van Olen. Baanderheer van Merode, Pietersheim, Perwijs, Leefdaal, Duffel en Walem. Heer van Geel, Westerlo, Diepenbeek en Herlaar. Ambachtsheer van Ridderkerk en Ijsselmonde. 
Hendrik trouwde in 1525 met Françoise van Brederode (1496-1553), vrouwe van Ridderkerk en IJsselmonde. Zij was de dochter van Walraven II van Brederode en Margaretha van Kloetinge van Borselen. 
Uit hun huwelijk werden geboren:
- Margaretha van Merode (1530)
- Walpurgis van Merode (1530)
- Johanna van Merode (1530)
- Johan IX van Merode (1535)